# Котельниково (Зеленоградский район)
Котельниково (нем. Варген) — село в Зеленоградском городском округе Калининградской области Российской федерации.

## Инфраструктура
В селе сохранился железнодорожный вокзал и здание церкви.

## Население
| 2002 | 2010 |
| ---- | ---- |
| 18   | ↘15  |

## Галерея

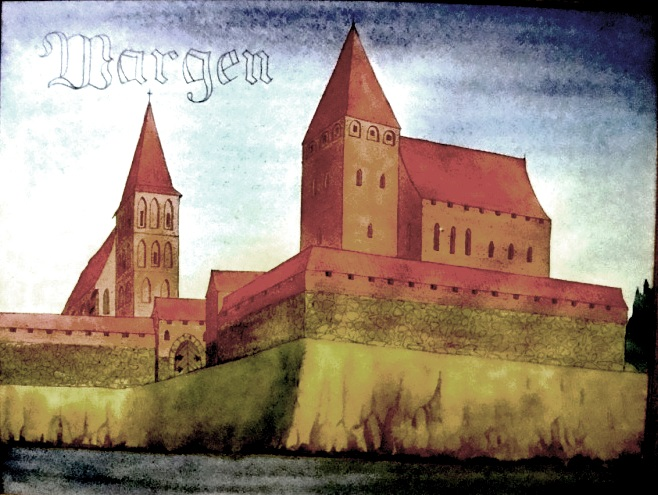
Котельниково (нем. Wargen)
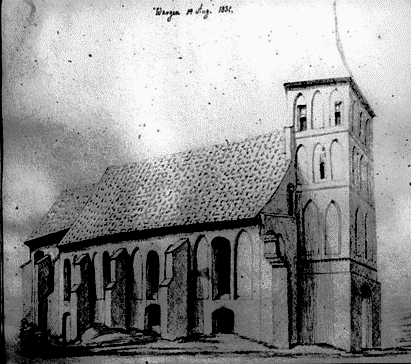
Здание церкви